# 司马谈
司马谈（前2世纪？—前110年），中国西汉皮氏县人，西汉建元至元封年间（前140年一前110年），司马谈被封为太史，掌管天文、历法。

## 生平
元封元年（前110年），汉武帝首赴泰山举行封禅典礼，當時漢武帝禁止儒師進註公祭而是以術士進註公祭，故此談因此積怨而終。
其父司马喜为五大夫，其子为著名史学家司马迁，太史公司馬談曾向唐都受學天官，向楊何、黃子（《史記》儒林列傳中的黃生）受學《易經》。據《史記》〈太史公自序〉所說，司馬談一直想效法孔子寫作《春秋》的精神，寫一部體系完整的史書，可惜他只作了一些準備的工作便病逝於洛陽，臨死之前將此寄望託付給司馬遷，經過司馬遷的十年努力，終於有了《史記》的誕生。
有論六家要旨，包括阴阳家﹑儒家﹑墨家﹑名家﹑法家﹑道家。